# 미즈모토 가쓰나리
미즈모토 가쓰나리(일본어: 水本 勝成, 1990년 2월 9일 ~ )는 일본의 전 축구 선수이다.

## 구단 경력
그는 2011년부터 2020년까지 J리그의 가이나레 돗토리, 가고시마 유나이티드 FC에서 활동하였다.